# Efraims budbärare
Efraims budbärare, även Efraims söner och Efraims döttrar, är en kristen väckelserörelse med bakgrund i adventismen. Den stiftades 1871 av svenskamerikanen Charles Lee (1840–1926), ursprungligen med namnet Carl August Lindqvist och hans hustru, Julia Lee (1851-1927). 
Lee kombinerade adventismens budskap om Kristi nära förestående återkomst med uppfattningen att svenskar och norrmän var ättlingar till två av Israels tio försvunna stammar, Efraim respektive Manasse. 
Som delar av Guds egendomsfolk skulle därför svenskar och norrmän få en särskild ställning i den rörelse som väntas i den sista tiden. De svenska och norska grenarna av Lees rörelse har följaktligen fått olika namn, som hänvisar till detta - Efraims respektive Manasses budbärare.  
Enligt Lee skall allt som en gång inträffat återupprepas, men i större skala. Lee publicerade tillsammans med sin hustru Julia sin lära i boken Guds dubbla plan eller Den profetiska nyckeln till Skriftens lära...  (1882). Efraims budbärare predikar evangelium, tror på Kristus och använder inte sällan Guds namn, Elohim, El-Shaddai eller Jahve, i betydelsen "Jag är" - Gud är allt, till skillnad från månggudaläror. Man förnekar treenighetsläran. och menar att Gud har en fysisk kropp, eftersom människorna anses skapade till Guds avbild . 
Rörelsens tidskrift hette 1897–1916 Betlehemsstjernan och utgavs från Kristiania (Oslo). Från 1916 hette den Stjärnan och spiran och utgavs från Chicago.
Tidskriften Det profetiska ljuset som kom senare, blev däremot inte så accepterad eller gillad av kärnan i rörelsen. Tillsammans med sin hustru Julia tog Charles Lee även fram sångboken Pilgrims-Rösten.
Rörelsen har haft viss spridning i Sverige och övriga Norden och bland skandinaver i USA. Eftersom varken styrelse, stadgar eller medlemskap har funnits i rörelsen går det inte att ange hur många som är intresserade av budskapet. Enligt en uppgift från 1969 hade rörelsen då omkring 300 anhängare i Sverige.
Den norska grenen med namnet Manasses budbærere antas numera ha få anhängare.
Den som i nyare tid fört rörelsens budskap vidare, har varit Henry Åhlander, Enköping (1927–2020).  Tillsammans med Britt-Marie Johannesson har han givit ut urval av makarna Lees skrifter med kommentarer. Han står även som författare av ett antal egna skrifter med profetiskt-apokalyptiskt innehåll.

## Bokkällor
- Bra Böckers lexikon
- Bonniers Stora Lexikon
- Lilla Focus